# Герасимов Костянтин Михайлович
Костянтин Михайлович Герасимов (нар. 5 березня 1910, село Ординци Подольського повіту Московської губернії, тепер Московської області, Російська Федерація — 20 жовтня 1982, місто Москва) — радянський державний діяч, фахівець в галузі виробництва складних радіотехнічних пристроїв, заступник голови Ради міністрів Російської РФСР, голова Держплану РРФСР. Кандидат у члени ЦК КПРС у 1961—1976 роках. Депутат Верховної Ради Російської РФСР 5—8-го скликань. Депутат Верховної Ради СРСР 6—8-го скликань. 

## Життєпис
З 1929 року — конструктор заводу.
У 1935 році закінчив Московський механіко-машинобудівний інститут імені Баумана (Московське вище технічне училище імені Баумана).
У 1935—1937 роках — технолог, заступник начальника цеху, начальник конструкторського бюро Подольського заводу Московської області.
У 1937—1939 роках — у Червоній армії.
Член ВКП(б) з 1939 року.
У 1939—1941 роках — головний інженер Подольського заводу Московської області.
У 1941—1945 роках — начальник 3-го Головного управління Народного комісаріату озброєння СРСР. У 1945—1949 роках — начальник 4-го Головного управління Народного комісаріату (Міністерства) озброєння СРСР.
У 1949—1951 роках — заступник міністра озброєння СРСР і начальник конструкторського бюро КБ—1.
У 1951—1954 роках — директор науково-дослідного інституту НДІ—20 у Москві.
У 1954—1958 роках — начальник Головного управління Міністерства оборонної промисловості СРСР.
У 1958—1960 роках — 1-й заступник голови Ради народного господарства Горьковського економічного адміністративного району.
У 1960 році — голова Ради народного господарства Горьковського економічного адміністративного району.
11 травня 1960 — 6 травня 1974 року — заступник голови Ради міністрів Російської РФСР.
Одночасно 11 травня 1960 — 6 травня 1974 року — голова Державної планової комісії Російської РФСР.
З травня 1974 року — персональний пенсіонер союзного значення в Москві.
Помер 20 жовтня 1982 року. Похований в місті Москві на Троєкуровському цвинтарі.

## Нагороди
- два ордени Леніна (1944, 1970)
- орден Вітчизняної війни І ст. (1945)
- два ордени Трудового Червоного Прапора (1942, 1960)
- медалі
- Сталінська премія ІІ ст. (1951) — за роботу в галузі приладобудування